# Titularbistum Dioclea
Das Bistum Dioclea (italienisch diocesi di Dioclea di Frigia, lateinisch Dioecesis Diocleana) ist ein Titularbistum der römisch-katholischen Kirche. 
Es geht zurück auf ein früheres Bistum der antiken Stadt gleichen Namens in der kleinasiatischen Landschaft Phrygien im Westen der heutigen Türkei. Es gehörte zur Kirchenprovinz Laodicea in Phrygia.
| Titularbischöfe von Dioclea |                                                     |                                                            |                    |                    |
| Nr.                         | Name                                                | Amt                                                        | von                | bis                |
| 1                           | Jean-Vincent de Tulles                              | Koadjutorbischof von Orange (Frankreich)                   | 16. März 1637      | Oktober 1640       |
| 2                           | Domenico Gianuzzi                                   |                                                            | 2. Dezember 1669   | 23. August 1680    |
| 3                           | Johann Eustache Egolf Reichsfreiherr von Westernach | Weihbischof in Augsburg (Deutschland)                      | 10. Juli 1681      | 28. September 1707 |
| 4                           | Johann Adam Nieberlein                              | Weihbischof in Eichstätt (Deutschland)                     | 12. März 1708      | 28. Dezember 1748  |
| 5                           | Giovanni Carlo Antonelli                            | Weihbischof in Velletri (Italien)                          | 15. Mai 1752       | 1768 oder 1769     |
| 6                           | Stanisław Wykowski                                  | Weihbischof in Przemyśl (Polen-Litauen)                    | 10. September 1770 | 1778               |
| 7                           | Adam Józef Kościa-Zbirochowski                      | Weihbischof in Samogitien (Polen-Litauen)                  | 9. Juni 1780       | 1801               |
| 8                           | Johannes Boßmann                                    | Weihbischof in Münster (Deutschland)                       | 25. Juni 1858      | 4. August 1875     |
| 9                           | Salvatore Nappi                                     | emeritierter Bischof von Nardò (Italien)                   | 26. Juni 1876      | 18. Oktober 1896   |
| 10                          | Felice Gialdini                                     | Koadjutorbischof von Montepulciano (Italien)               | 12. Mai 1879       | 23. April 1890     |
| 11                          | Gennaro Cosenza                                     | danach Bischof von Caserta (Italien)                       | 23. Juni 1890      | 12. Juni 1893      |
| 12                          | Giuseppe Moràbito                                   | danach Bischof von Mileto (Italien)                        | 15. Juni 1898      | 15. Dezember 1898  |
| 13                          | Laurentius Mayer                                    | Weihbischof und Hofburgpfarrer in Wien (Österreich)        | 11. Januar 1899    | 13. Mai 1912       |
| 14                          | Carlo Bertuzzi                                      | emeritierter Bischof von Foligno                           | 10. Mai 1910       | 1914               |
| 15                          | Henri Doulcet, CP                                   | emeritierter Bischof von Nicopoli (Bulgarien)              | 17. März 1914      | 27. Juli 1916      |
| 16                          | Charles Cox, OMI                                    | Apostolischer Vikar von Transvaal (Südafrika)              | 15. Juli 1914      | 9. März 1936       |
| 17                          | Pasquale Ragosta                                    | emeritierter Bischof von Castellammare di Stabia (Italien) | 7. Oktober 1936    |                    |
| 18                          | Carlo Stoppa                                        | Weihbischof in Novara (Italien)                            | 17. April 1943     | 2. Oktober 1945    |
| 19                          | Benedetto Falcucci                                  | Weihbischof in Chieti (Italien)                            | 22. Dezember 1945  | 2. Juli 1949       |
| 20                          | Salvatore Ballo Guercio                             | emeritierter Bischof von Mazara del Vallo (Italien)        | 8. August 1949     | 12. August 1967    |
| 21                          | Youannès Malak                                      | Weihbischof in der Eparchie Luxor (Ägypten)                | 4. November 1978   | 12. Januar 1985    |